# Odoardo Fantacchiotti
Odoardo Fantacchiotti (Roma, 20 maggio 1811 – Firenze, 24 giugno 1877) è stato uno scultore italiano.

## Biografia
Odoardo Fantacchiotti entrò nel 1820 all'Accademia di belle arti di Firenze, studiando prima con Stefano Ricci, successivamente con Aristodemo Costoli. Nel 1837 eseguì il busto di Penelope Bourbon di Petrella Tommasi (Cortona, S. Francesco) e nel 1839 espose all'Accademia la Strage degli innocenti. Nel 1840 fu nominato professore presso l'Accademia di belle arti di Firenze e da questa data iniziarono le commissioni pubbliche: per il portico degli Uffizi eseguì le statue del Boccaccio (1837-43) e dell'Accorso (1846-52); per la tribuna di Galileo scolpì il medaglione di Francesco Redi (1840-41) e il busto di Ferdinando II de' Medici (1842). Alla decorazione del portico degli Uffizi è legata anche la statua di Sallustio Bandini (1847-53) che il committente Cosimo Ridolfi donò all'Accademia dei Georgofili. 

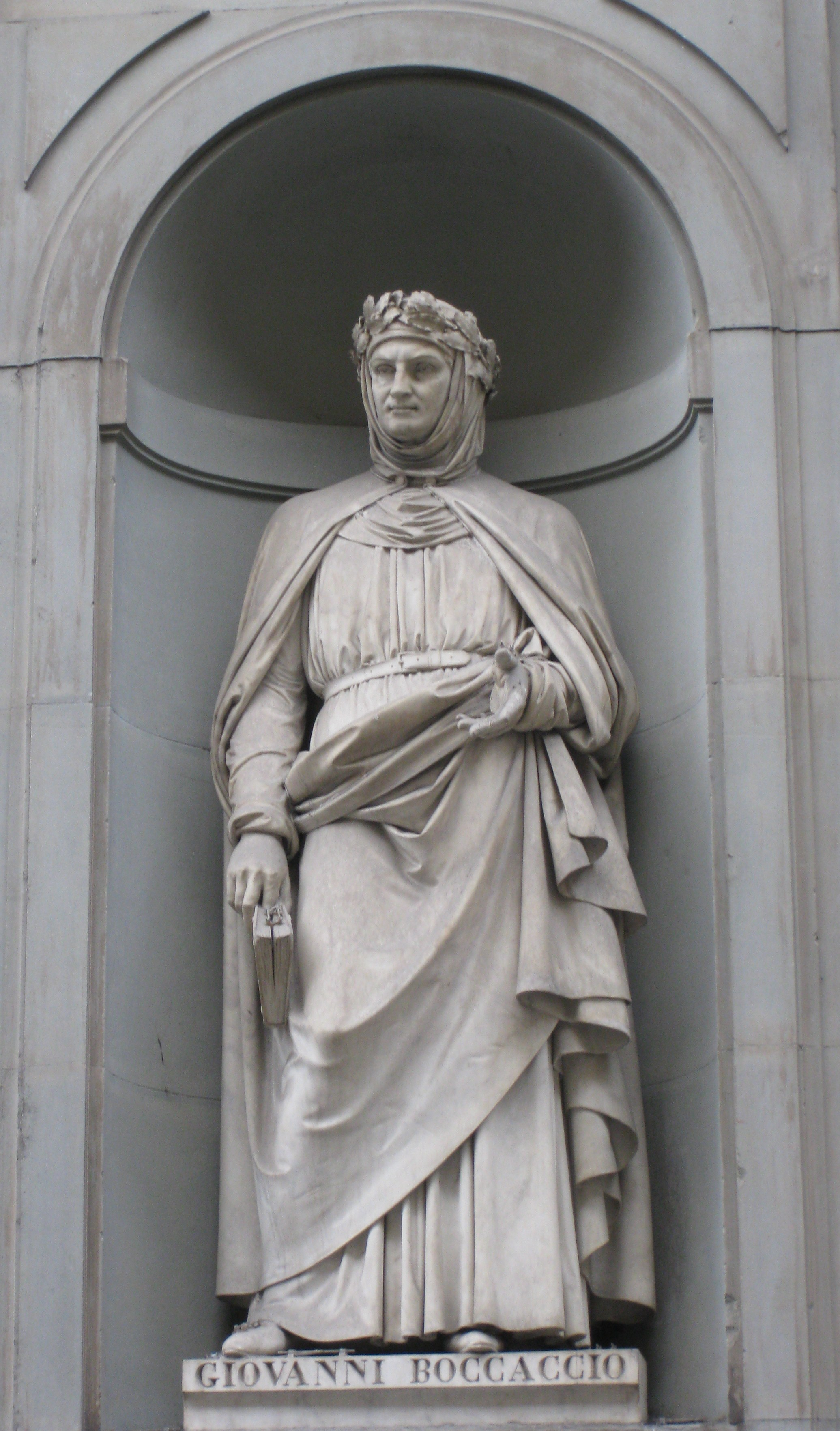
La statua di Giovanni Boccaccio al loggiato degli Uffizi. Si noti il ricco panneggio alla sinistra della statua di marmo.

La statua in marmo di Giovanni Boccaccio posta nel loggiato degli Uffizi che Odoardo Fantacchiotti realizza nel 1843 codifica l'iconografia corrente che, proveniente anche dalla rappresentazione in dettaglio dell'affresco di Andrea del Castagno nel fregio del Cenacolo di Sant'Apollonia, sarà ripresa poi da Augusto Passaglia nella statua dello stesso scrittore e poeta in piazza Boccaccio a Certaldo del 1879, in particolare per l'ampio mantello «che sviluppa un ricco panneggio».
Negli anni Quaranta Fantacchiotti fu partecipe della cultura purista, alimentata a Firenze dall'insegnamento di Lorenzo Bartolini, che fu la fonte di ispirazione per i ritratti di Laura Orlandini Rucellai (1842-46) e per busti femminili ideali. Nel 1841 ebbe l'incarico per il monumento a Raffaello Morghen, collocato in Santa Croce nel 1855. Attorno al 1847 eseguì il monumento funebre di Vincenzo Peruzzi, per la cappella di famiglia in Santa Croce. Nel 1850 fu scelto dal Municipio di Faenza per eseguire il monumento a Dionigi Strocchi, nella cattedrale di quella città. Contemporaneamente eseguiva il monumento alla memoria di Michele Giuntini in San Giuseppe a Firenze, comprendente la statua dell'Angelo della religione, di cui una replica in gesso fu donata dagli eredi Giuntini al cimitero della Misericordia di Pinti a Firenze, insieme con un pendant in marmo raffigurante l'Angelo del giudizio.
Con il 1858 superò la fase purista e compì le tre opere più importanti della sua carriera, maturando una forma più piena e classica, tesa ad esaltare concetti elevati attraverso la bellezza e la grazia: Eva tentata dal serpente, Musidora, e il monumento funebre di Luisa Teresa Spence (Fiesole, cimitero, cappella Spence). Queste opere ottennero un buon successo di pubblico all'Esposizione italiana di Firenze del 1861, a quella di Londra nel 1862 e a Parigi nel 1867, e gli procurarono la medaglia al merito nel 1861 e la croce al merito del re di Portogallo nel 1867. 
Dal Governo Provvisorio della Toscana ebbe nel 1860 l'incarico per il monumento a Neri Corsini in Santa Croce; contemporaneamente eseguì il monumento a Luigi Cherubini (Santa Croce), la Speranza per la tomba di S. R. Routh nel cimitero degli Inglesi a Firenze e la Legge per il monumento a Vincenzo Salvagnoli (1861-73), nel Camposanto di Pisa. Alle esposizioni inviò un Ganimede rapito dall'aquila di Giove, 1867, e il gruppo di Amore e Fedeltà, 1861. 
Eugenio, principe di Carignano, nel 1868 gli commissionò il busto di Margherita di Savoia. Altri busti risalenti a questo periodo sono il ritratto di Elisabetta Ricasoli, 1865, castello di Brolio, di Paolina Mugnaini Lombardi, 1869, Firenze, cimitero delle Porte Sante, e dei Coniugi Temple Leader, 1869, Fiesole, villa di Maiano. 
Negli ultimi anni, creò un Angelo della preghiera, destinato a Cincinnati, nell'Ohio (acquistato da un vescovo protestante in visita al suo studio, e oggi nel Cincinnati Art Museum), la Susanna al bagno, 1868-72, Galleria d'arte moderna (Firenze), la Baccante, Amore e Psiche, la Pandora.
Fu socio di diverse accademie e membro del consiglio direttivo dell'Accademia di Firenze e della Commissione conservatrice delle belle arti; dal 1865 al 1867 ricoprì la carica di consigliere comunale. Fu sepolto a Firenze, al cimitero delle Porte Sante.
Ciò che è rimasto dei suoi gessi, disegni e carte, dopo la chiusura dello studio nel 1967, è conservato presso l'"Archivio Bottega Fantacchiotti-Gabbrielli Firenze".
Suo figlio Cesare (1844-1922) fu anch'egli scultore.

## Opere
- 1837 - busto di Penelope Bourbon di Petrella Tommasi, Cortona, S. Francesco.
- 1839 - Strage degli innocenti, Cimitero di S. Terenzo, Lerici. "L'opera ritrovata; la bottega Fantacchiotti Gabbrielli tra '800 e '900" (Catalogo della mostra realizzata in occasione del restauro della strage degli innocenti)
- 1837-43 – statua di Giovanni Boccaccio, portico degli Uffizi, Firenze.
- 1846-52 – statua dell'Accorso, Portico degli Uffizi, Firenze.
- 1840-41 - medaglione di Francesco Redi, Tribuna di Galileo, Firenze.
- 1840-41 - busto di Ferdinando II de' Medici, Tribuna di Galileo, Firenze.
- 1847-53 - statua di Sallustio Bandini, Portico degli Uffizi, Accademia dei Georgofili Firenze.
- 1842-46 - ritratto di Laura Orlandini Rucellai.
- 1841-1855 - monumento a Raffaello Morghen, Basilica di Santa Croce, Firenze.
- 1847 - monumento funebre di Vincenzo Peruzzi, Cappella Peruzzi, Basilica di Santa Croce Firenze.
- 1850 - monumento a Dionigi Strocchi, Cattedrale di Faenza.
- 1850 - monumento a Michele Giuntini, statua dell'Angelo della religione, Cappella Giuntini, Chiesa di S. Giuseppe, Firenze.
- 1850 - Angelo del giudizio, cimitero della Misericordia di Pinti, Firenze.
- 1858 - Eva tentata dal serpente, Galleria d'arte moderna di Torino.
- 1860 - Musidora, Palazzo de Ajuda, Lisbona Portogallo.
- 1860 - monumento funebre di Aloisa Spence Renard, Cappella Spence, cimitero di Fiesole.
- 1860 - monumento a Neri Corsini, Basilica di Santa Croce, Firenze.
- monumento a Luigi Cherubini, Basilica di Santa Croce, Firenze.
- 1861 - Amore e Fedeltà.
- 1861 - Amore vinto.
- 1863 - la Speranza, tomba di Sir Samuel Reginald Routh, cimitero degli Inglesi, Firenze.
- 1861-73 – la Legge, monumento a Vincenzo Salvagnoli, Camposanto di Pisa.
- 1865 - ritratto di Elisabetta Ricasoli, castello di Brolio, Siena.
- 1867 - Ganimede rapito dall'aquila di Giove, Hotel de Behague, Ambasciata di Romania, Parigi Francia.
- 1868 - busto di Margherita di Savoia.
- 1868-72 - Susanna al bagno, Galleria d'arte moderna, Firenze.
- 1869 – ritratto di Paolina Mugnaini Lombardi, cimitero delle Porte Sante, Firenze.
- 1869 – ritratti dei Coniugi Temple Leader, villa di Maiano, Fiesole.
- Angelo in preghiera e Angelo adorante, Art Museum of Cincinnati, Ohio – Stati Uniti d'America.
- Baccante.
- Amore e Psiche.
- Pandora.